# کلمبوس (کانزاس)
کلمبوس (به انگلیسی: Columbus) شهری در ایالت کانزاس کشور ایالات متحده آمریکا است که جمعیت آن در سرشماری سال ۲۰۱۰ میلادی، ۳٬۳۱۲ نفر بوده‌است.